# Furunculose
Furunculose is het steeds terugkomen van steenpuisten, en zorgt voor veel problemen. In geval van furunculose heeft de getroffen persoon vaak een aantoonbaar slechtere weerstand en een slechtere wondgenezing, bijvoorbeeld door suikerziekte. Ook kan de verwekkende bacterie kwaadaardiger (virulenter) zijn. Stafylokokken met het Panton-Valentine leukocidine-gen zijn beschreven als verwekkers van hardnekkige furunculose.
Furunculose kan lijken op acne ectopica: steeds terugkerende, etterende ontstekingen in vooral de liezen en/of oksels.